# پزشکی عامیانه
پزشکی عامیانه که یا فولکلور به آن دسته از شیوه طبابت گفته می‌شود که تنها به دلیل نقل سینه به سینه آن مورد استفاده قرار می‌گیرد. این نوع طب با پزشکی تجربی یا پزشکی سنتی ایرانی و پزشکی اسلامی که بر پایه طبیعیات فلسفه است تفاوت دارد. پزشکی عامیانه فقط به دلیل نقل سینه به سینهٔ آن کاربرد دارد ولی طب سنتی ایرانی و طب اسلامی بر پایه طبیعیات فلسفه دانسته می‌شود. به علاوه، پزشکی عامیانه از نظر علمی بودن از پزشکی سنتی ایرانی و پزشکی تجربی و پزشکی اسلامی ارزش پایینتری دارد، چرا که طب عامیانه اغلب با باورهای خرافی رابطه دارد و صحت و سقم این باورها با مراجع علمی طب تجربی و طب سنتی ایرانی و طب اسلامی قابل سنجش نیست. با این حال، پزشکی عامیانه به عنوان اطلاعات خام در صورت بررسی علمی می‌تواند دیگر مکاتب طبی را یاری دهد.